# مستيقظ (فلم)
مُستيقظ (بالإنجليزية: Awake) هو فيلم إثارة أمريكي من تأليف وإخراج جوبي هارولد وبطولة كُلّ من هايدن كرستنسين وجيسيكا ألبا وترنس هوارد ولينا أولين. يحكي الفيلم قصة الشاب كلاي الذي تُجرى له عمليّة زرع قلبٍ ويخدّره الأطباء ولكنه يَظلُ شاعراً بالعمليّة وسامِعاً لأصواتهم في حالةٍ طبيّة تُسمّى بـAnesthesia Awareness. وقد صَدَرَ الفيلم في الولايات المتحدة وكندا في 30 نوفمبر 2007.

## ملخّص الأحداث
يقع الشاب كلاي بيرسفورد بحب الفتاة سام، والدته لا ترضى بذلك ولكنه لا يستمع لكلامها. في ذات الوقت فإن كلاي مُقبِلٌ على عمليّة زراعة قلب ويختار صديقه الطبيبَ جاك هاربر الذي يثق فيه ليُجري له العمليّة بدلاً من الطبيب الذي اختارته له والدته.
في ليلة العمليّة الجراحيّة، يقوم كلاي بالزواج من سام رغم عدم موافقة والدته، ثم يذهبون جميعاً إلى المُستشفى. يقوم الأطبّاء بتخديره ويفقد الوعي، ولكنه يبقى مُستيقظاً وشاعراً بكل التحركات حوله إلا أنه لا يستطيع تحريك عضلة من جسمه في حالةٍ تُعرَفُ طبيّاً بـAnesthesia Awareness. يَصرخ كلاي بشدة عند بدء قطع الجلد وفصله، ويستمع كذلك إلى أحاديث الأطبّاء حوله. وبعد إخراج القلبِ القديم ووضعِ الجديد لا يستجيب جسمه للعضو الجديد فيموت! فيذهب الطبيب جاك لإخبارِ والدته وسام بنبأ وفاته، فتنصدم الأم بهذا الخبر وتُمسكُ بعلبةِ دواءٍ وتتناوله كُلّه في محاولةٍ للانتحار.
بعد موتِ الأمّ تلتقي بابنها في البرزخ، وهناك تُخبره بما جرَى. فقد كان هناك مؤامرةٌ محبوكة جيّداً ضد كلاي، حيثُ أن الطبيب جاك ومجموعته بما فيهم سام مرفوعٌ عليهم قضايا بسبب أخطائهم الطبيّة ولا يمكن للتأمين دفع كاملِ التعويضات، فلجأوا إلى خطّة بديلة وهي التعرّف على أغنى أغنياءِ المدينة وجعل سام تتزوج به وعند موته ترثه وتستطيع بذلك دفع التكاليف. وهذا ما حدثَ بالفعل، حيثُ أن سام قامت بمواعدته لعام كامل حتّى تزوجها قبل العمليّة، وأثناء العمليّة قرروا حقنَ سُمّ في القلبِ الجديد لإلا يستجيب بعد وضعه في الجسم ولتكون وكأنّها حالة وفاة طبيعيّة. ولكن الأم اكتشفت كُلّ شيء واتصلت بالطبيب الذي من المفترض أن يُجري العمليّة لابنها واخبرته بما جَرَى وأنها حَصلتْ على رسائل تكون لها دليلاً على إدعائها، وأخبرته بأنها ستنتحر لتنقُلَ قلبَها لابنها، وهذا ما حدثَ بالفعل. قدِمَ الطبيبُ المنشود وأحضر الشرطة وراءه وأُلقيَ القبض على مجموعة الأطبّاء تلك، وأجريت العمليّة بنجاح وعاد كلاي للحياة.

## الإنتاج
تم تصوير أجزاء من الفيلم في جامعة فوردهام ومشاهدُ أخرى صُوّرت في مستشفى بلفيو في نيويورك.

## الاستقبال الجماهيري
بميزانية قُدّرت بـ8.6 مليون دولار حصدَ الفيلم 32,685,679 دولار حول العالم. وبشكل عام، تباينت الآراء حول الفيلم، وقد حصل الفيلم على تقييم 24% في مواقع الطماطم الفاسدة مُستنداً بذلك على 58 مُراجعاً. وفي موقع ميتاكريتيك حصل على درجة 34 من 100 مبنيّةً على 11 مُراجعاً.

## إصدارت الأقراص
صدَرتْ نُسخة الديفيدي في المنطقة الأولى في 4 مارس 2008، أما نُسخة البلوراي صَدرتْ في 18 نوفمبر 2008.

## وصلات خارجيّة
- الفيلم على موقع IMDb
- الفيلم على موقع Allmovie
- الفيلم على موقع Box Office Mojo

## وصلات خارجية
- مقالات تستعمل روابط فنية بلا صلة مع ويكي بيانات

1. ↑  "معلومات عن مستيقظ (فيلم) على موقع netflix.com". netflix.com. مؤرشف من الأصل في 2020-04-07.
2. ↑  "معلومات عن مستيقظ (فيلم) على موقع filmaffinity.com". filmaffinity.com. مؤرشف من الأصل في 2015-10-09.
3. ↑  "معلومات عن مستيقظ (فيلم) على موقع movie.walkerplus.com". movie.walkerplus.com. مؤرشف من الأصل في 2015-06-22.